# Standkachel

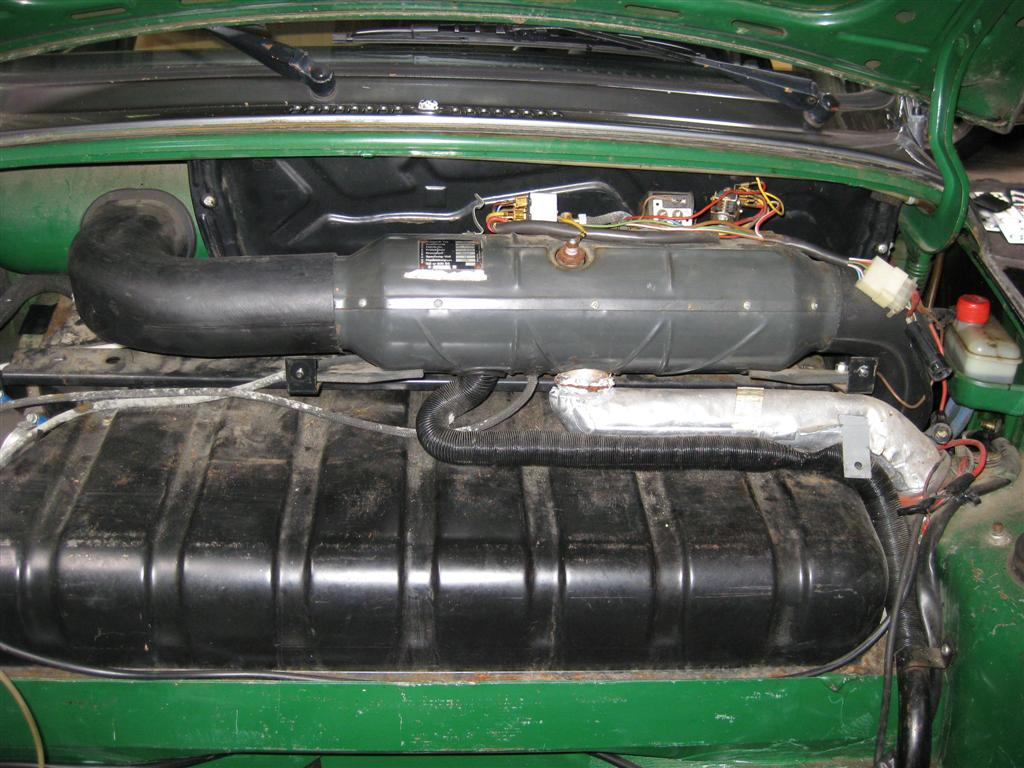
Een standkachel in een Volkswagen 1303 uit 1972.

Een standkachel is een met brandstof gestookte lucht- of waterverhitter. Deze kachel wordt vaak ingebouwd in auto's, vrachtwagens en schepen. De kachel kan los functioneren van de aanwezige motor in het voertuig of vaartuig.

## Werking luchtverhitter
Na het starten van de standkachel begint in de verbrandingskamer de gloeibougie of gloeispiraal op te warmen. Na circa 20 seconden begint de doseerpomp brandstof uit de brandstoftank te pompen naar de verbrandingskamer. Tegelijk wordt er verbrandingslucht naar binnen gedrukt door een elektromotor met twee schoepenwielen, een schoepenwiel aan de ene kant voor de verbrandinglucht en een schoepenwiel aan de andere zijde voor de verwarmingslucht. In de verbrandingskamer ontstaat nu een brandbaar mengsel van lucht en brandstof dat door de gloeispiraal wordt ontstoken. De verbrandingsgassen stromen langs een warmtewisselaar en worden naar buiten afgevoerd. Te verwarmen lucht wordt door de warmtewisselaar verwarmd en stroomt daarna de cabine in.
De standkachel is meestal voorzien van meerdere beveiligingen tegen oververhitting en brandstoftoevoer zonder verbranding. Ook blijft na het uitschakelen de ventilator langer doordraaien zodat de kachel af kan koelen.

## Werking waterverhitter

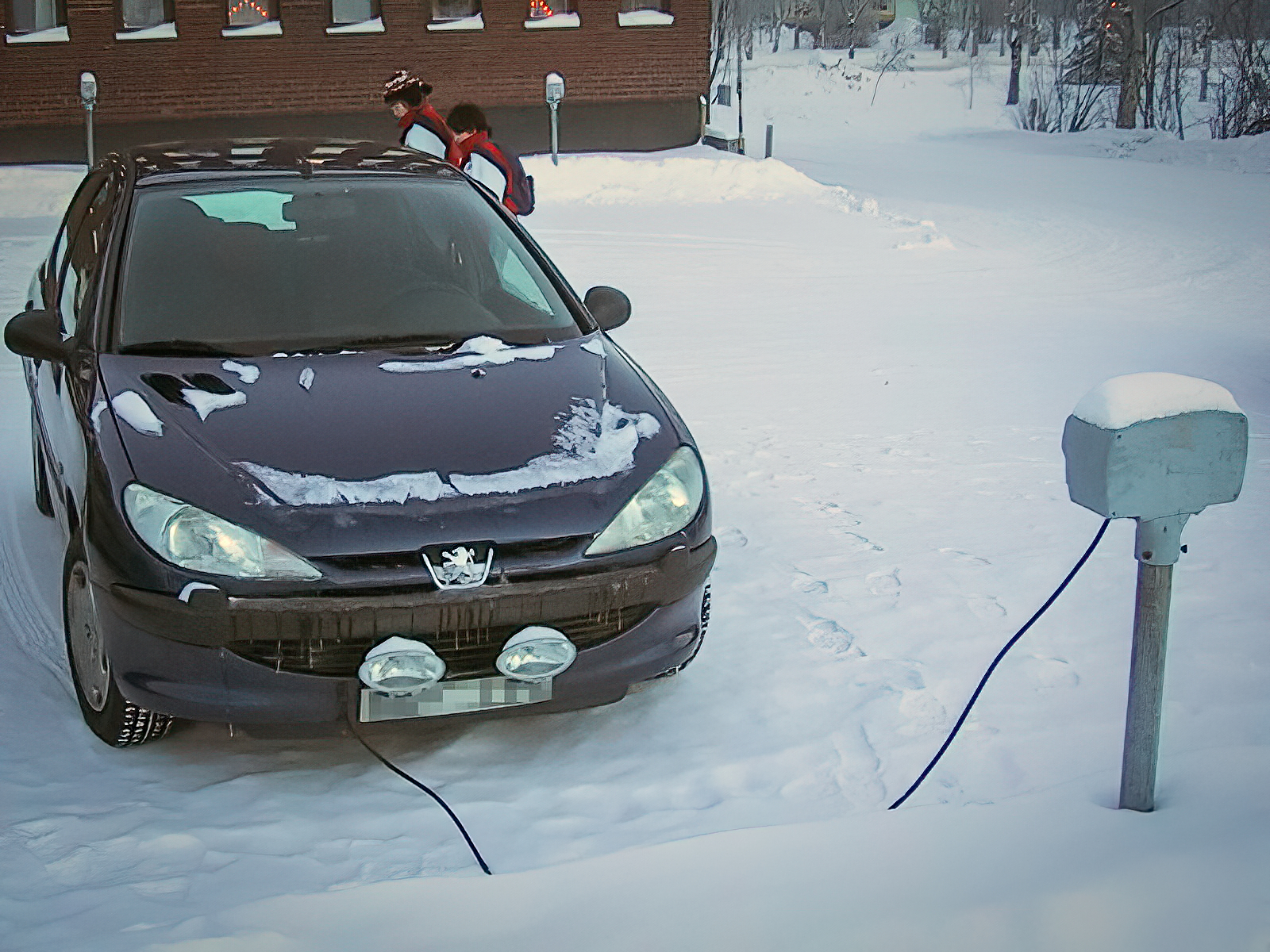
Parkeerplaatsen met aansluiting voor motor/standverwarming (Noord-Zweden)

Dit model is vrijwel gelijk aan de luchtverhitter. Het enige verschil is dat de warmtewisselaar nu het koelwater van de radiateur verhit.
Er zijn ook elektrische versies op netspanning. Deze worden in het motorblok bevestigd op de plaats van een vriesdop, te vergelijken met een dompelaar, en verwarmen dan het motorblok zodat de motor 's winters voorverwarmd kan worden en gemakkelijk start. In koude streken (Canada, Scandinavië) is hiervoor bij parkeerplaatsen vaak een paal met een stopcontact geplaatst waar het verwarmingselement via een tijdschakelaar op kan worden aangesloten.